# Списак пијаниста

## Истакнути пијанисти са просторабивше Југославије
- Маргита Стефановић
- Иво Погорелић
- Дубравка Томшич
- Павица Гвоздић
- Владимир Крпан
- Аци Бертонцељ
- Александра Романић
- Пеђа Мужијевић
- Кемал Гекић
- Јован Пачу

Данас истакнути српски пијанисти
- Tијана Aндрејић
- Наташа Вељковић
- Рита Кинка
- Недељковић Станислав
- Јасминка Станчул
- Александар Маџар
- Сара Вујадиновић
- Александар Сердар
- Владимир Милошевић
- Дејан Синадиновић
- Лидија Станковић
- Милош Михајловић
- Вукосављевић-Миленић Сања
- Сања Бизјак
- Лидија Бизјак
- Кемал Гекић
- Краљевић Борис
- Колунџија Нада
- Горуновић Биљана
- Радић Ненад
- Марјановић Сара
- Бекчић Наташа
- Стефановић Тамара

## Списак истакнутих светских пијаниста
Живи
- Евгени Кисин
- Алфред Брендл
- Владимир Ашкенази
- Данијел Баренбоим
- Кристијан Цимерман
- Маурицио Полини
- Григорије Соколов
- Раду Лупу
- Аркадиј Володос
- Марта Аргерич
- Фредерик Магле

Бивши
- Алфред Кортот (1877 – 1962)
- Артур Рубинштајн (1887 – 1982)
- Артур Шнабел (1882 – 1951)
- Вилхелм Кемпф (1895 – 1991)
- Владимир Хоровиц (1903 – 1989)
- Глен Гулд (1932 – 1982)
- Мира Хес (1890 – 1965)
- Свјатослав Рихтер (1915 – 1997)